# Richard Brend’amour

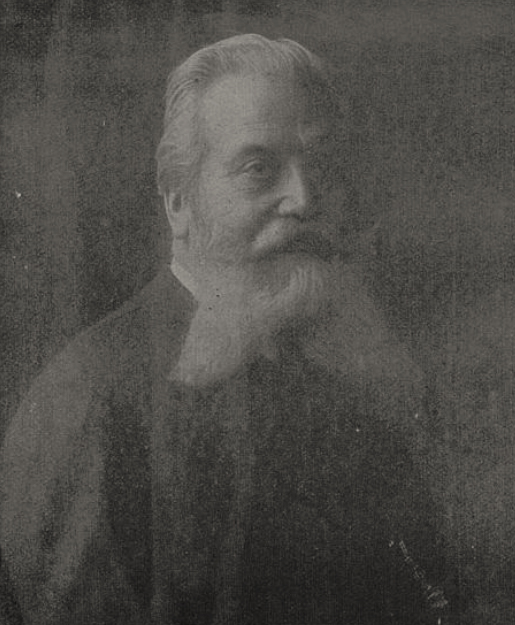
Richard Brend’amour, 1911 fotografiert von Otto Renard

Richard Brend’amour (* 16. Oktober 1831 in Aachen; † 22. Januar 1915 in Düsseldorf; vollständiger Name Franz Robert Richard Brend’amour) war ein deutscher Xylograf und Drucker bzw. Verleger, der als Pionier der modernen Holzschnitt-Technik gilt.

## Leben

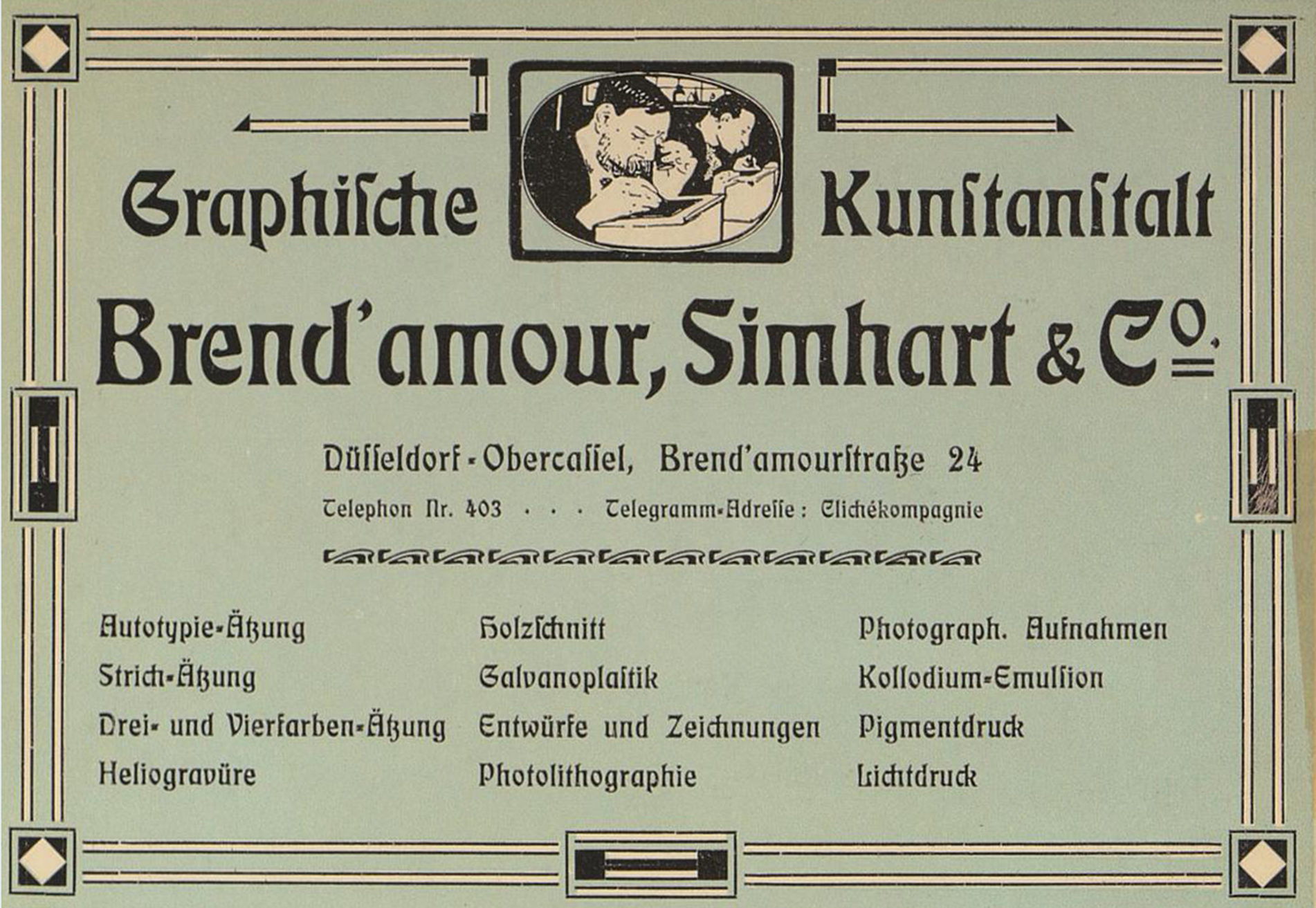
Anzeige Brend’amour, Simhart & Co. in Oberkassel, 1905

Richard Brend’amour entstammte einer Hugenottenfamilie und war der jüngste Sohn des Polizeiinspektors Johann Nikolaus Brend’amour und seiner Ehefrau Maria Sophia Brend’amour, geborene Leruth. Seine fachliche und künstlerische Ausbildung erhielt er 1846 bis 1849 in einer Lehre bei dem Kölner Holzstecher Eustach Stephan. Als Stephan 1850 nach Paris ging, finanzierte Brend’amour durch Kopieren älterer Holzschnittwerke, wie Holbeins Totentanz, Dürers zwölf Apostel u. a., seine weitere Ausbildung an der von Johann Anton Ramboux geleiteten Staatlichen Akademischen Kunstschule in Köln, an der er von 1849/50 bis 1853 den Zeichenunterricht besuchte.
Am 25. April 1856 gründete Brend’amour in Düsseldorf an der Pfannschoppenstraße (1863 in Klosterstraße umbenannt) die Xylographische Kunstanstalt Brend’amour & Cie., eine „Graphische Kunstanstalt mit mehreren Gehülfen“, die durch den Eintritt seines Schwagers Rudolf Goldenberg, der im Jahre 1866 die kaufmännische Leitung übernahm († 1899), sich stetig vergrößerte. Schon bald verschafften ihm seine Illustrierung literarischer Werke mit Holzstichen, die er mit seiner Signatur „X.A.v.R.B“ oder „X.A.R.B.“ versah, breite Anerkennung in Kunst- und Verlagskreisen, auch über die Grenzen Deutschlands hinaus. Die Tätigkeit der Anstalt, in der früh die Camera obscura zur Übertragung von Originalzeichnungen auf den hölzernen Druckstock eingesetzt wurde, umfasste Xylographien für Zeitungen – unter anderem für die in Leipzig verlegte Illustrirte Zeitung, Zeitschriften und Familienblätter wie Über Land und Meer, Die Gartenlaube, Der Bergbau  oder Daheim, Buchillustrationen und Mappenwerke sowie Einzelblätter nach Werken vor allem Düsseldorfer Künstler.
Zu den illustrierten Werken gehörten zum Beispiel Carl Leberecht Immermanns Oberhof (Holzschnitte nach Originalen von Benjamin Vautier), Heinrich von Kleists Der zerbrochne Krug (Holzschnitte nach Zeichnungen von Adolph Menzel) oder die Bilderfolge nach den acht Fresken von Alfred Rethel im Rathaus von Aachen (Holzschnitte nach Zeichnungen von Albert Baur und Joseph Kehren), sowie Kunstbände über Ägypten und Sizilien. Bei den meisten Erzeugnissen aus Brend’amours Kunstanstalt ist jedoch nicht von eigenhändigen Arbeiten auszugehen. So erhielt auf der internationalen polytechnischen Ausstellung in Moskau 1872 nicht Brend’amour selbst, sondern sein Unternehmen eine Goldene Medaille für die gezeigten Holzstiche.
Brend’amours Kunstanstalt erwarb sich einen guten Ruf und wurde mit vielen nationalen und internationalen Gold- und Silbermedaillen geehrt. Die Nachfrage war so groß, dass ab den 1870er Jahren Zweigniederlassungen in Berlin, Leipzig, Braunschweig, Stuttgart und München gegründet wurden. Zeitweise waren bis zu 60 Xylografen angestellt. Ein bekannter Holzstecher, der aus Brend’amours Kunstanstalt hervorging, war der Deutschamerikaner Gustav Kruell. Geschäftsbeziehungen bestanden nach Großbritannien, Frankreich, Spanien und Russland.
1898 gründeten Heinrich Simhart und Brend’amours Neffe Fritz Goldenberg die graphische Kunstanstalt Brend’amour, Simhart & Co. in München. Mit Erschließung des Stadtviertels Oberkassel durch die Rheinische Bahngesellschaft wurde die Kunstanstalt Brend’amour, Simhart & Co. Anfang des 20. Jahrhunderts auch nach dort verlegt.
Brend’amour war 1859 bis 1915 Mitglied im Künstlerverein Malkasten und im Verein Düsseldorfer Künstler zur gegenseitigen Unterstützung und Hilfe. Für seine Verdienste wurde ihm 1904 der preußische Kronenorden 4. Klasse verliehen. Im Alter von 78 Jahren zog er sich 1909 aus dem Geschäftsleben zurück und erhielt im selben Jahr den Roten Adlerorden 4. Klasse.

## Illustrationen
- M. B. Couissinier (Hrsg.): Bilderkatechismus. Mit 112 Holzstichen nach Illustrationen von Rudolf Elster. Paris, Schulgen 1862.
- Wilhelm Oncken (Hrsg.): Unser Heldenkaiser. Berlin 1898.

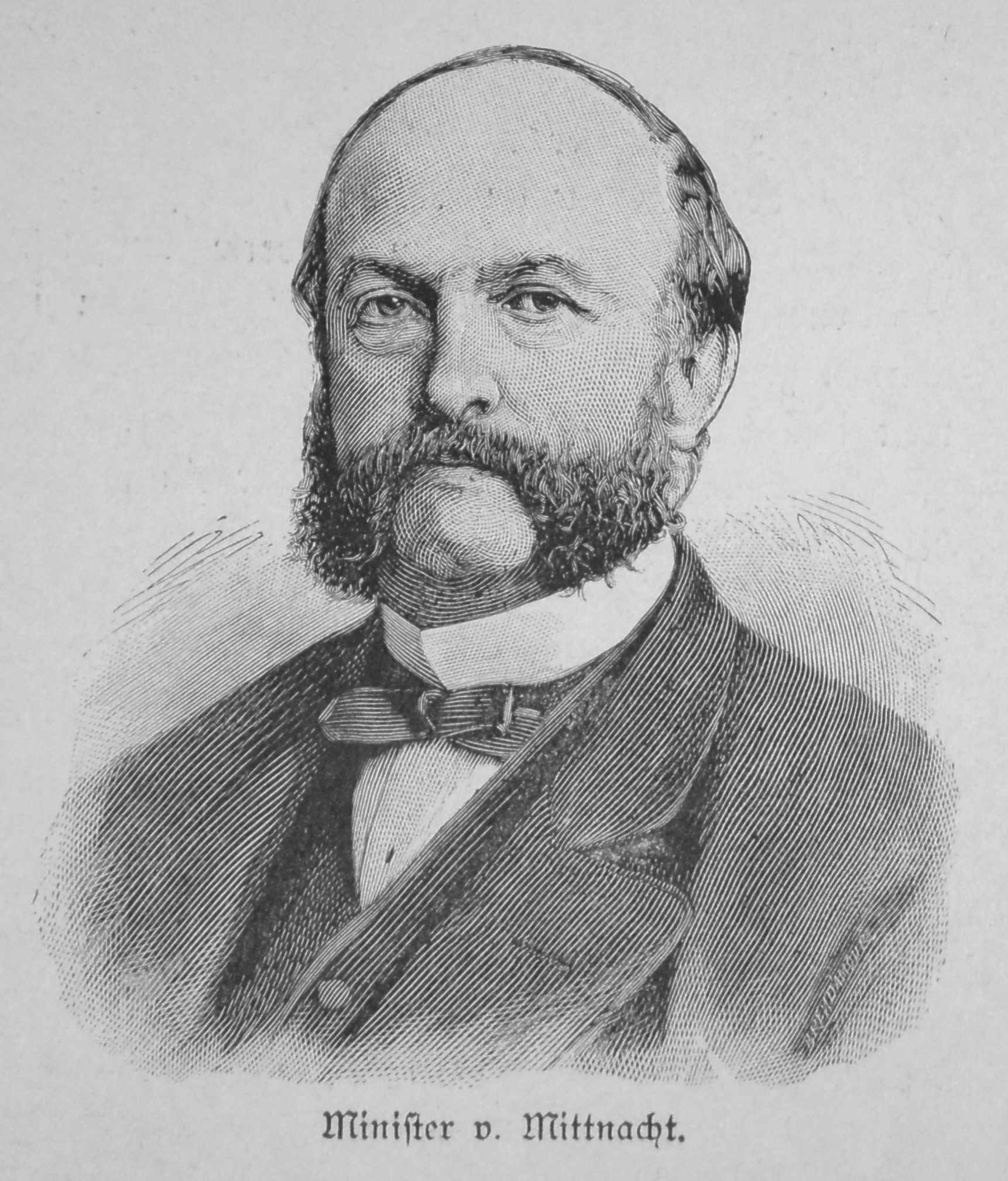
Der württembergische Minister Hermann von Mittnacht auf einem zeitgenössischen Holzschnitt von Richard Brend’amour

- Friedrich Bodenstedt (Hrsg.): Album deutscher Kunst und Dichtung. (mit Holzschnitten nach Originalzeichnungen der Künstler, ausgeführt von R. Brend’amour) Grote, Berlin 1867 urn:nbn:de:hbz:061:2-184 Digitalisierte Ausgabe der Universitäts- und Landesbibliothek Düsseldorf.
- Música en el Castillo. (cuadro por H. Bongert, grabado por Brend’amour) In: La Ilustración Artistica. 4. Jahrgang, Nr. 172 (vom 13. April 1885), S. 116.

## Leistungen
Brend’amours Werkstatt übernahm neue Erkenntnisse und Techniken wie Autotypie, Chemografie, Halbtontechnik und entwickelte und verbreitete sie weiter. Er leistete mit der Einführung der grafischen Kunst einen bedeutenden Beitrag zum Entstehen einer umfangreichen Kunstindustrie im Rheinland.

## Sonstiges
In Düsseldorf-Oberkassel ist eine Straße nach ihm benannt.